# Harju Elekter
Harju Elekter (ou Harju Elekter Group) est une entreprise estonienne dont l'activité principale est la conception, la fabrication et la vente de systèmes électriques et de télécommunications.  

## Présentation
Harju Elekter a des activités en Estonie, en Finlande, en Suède et en Lituanie. 

## Organisation
Les filiales d'Harju Elekter sont: 
- Harju Elekter Elektrotehnika, à Keila en Estonie, produit des équipements pour les réseaux de distribution d'énergie, des systèmes de contrôle et d'automatisation industriels pour les secteurs de l'énergie et de l'industrie et pour les services publics.
- AS Harju Elekter Teletehnika, Keila en Estonie, fabrication des produits en tôle pour les besoins des entreprises d'électrotechnique et de télécommunications.
- Satmatic Oy et Finnkumu Oy, en Finlande, produisent des équipements pour le réseau de distribution d'énergie, des systèmes de contrôle industriel et d'automatisation pour les secteurs de l'énergie et de l'industrie.
- Harju Elekter UAB en Lituanie, a pour cœur de métier la fabrication et la vente d'unités de contrôle et de distribution électriques ainsi que la conception et l'installation d'équipements d'automatisation industrielle.
- Harju Elekter AB en Suède assure la vente des produits du Groupe en Suède et dans les pays nordiques.
- Harju Elekter Kiinteistöt Oy est une la holding immobilière.
- Energo Veritas OÜ (85 %) est un petit groupe de commerce avec un certain nombre de magasins d'appareils électriques.
- Telesilta Oy, est une société d'ingénierie électrique spécialisée dans les projets pour l'industrie de la construction navale
- SEBAB AB, un fournisseur suédois de solutions techniques, et sa filiale Grytek AB, un fabricant de bâtiments techniques préfabriqués.

## Actionnaires
Au 31 décembre 2018, les plus importants actionnaires de d'Harju Elekter sont:
| # | Actionnaire                | %    |
| - | -------------------------- | ---- |
| 1 | AS Harju KEK               | 31.4 |
| 2 | ING Luxembourg S.A.        | 10.7 |
| 3 | Endel Palla                | 7.0  |
|   | Porteurs ayant moins de 5% | 50.9 |